# Badia Fiesolana
Samostan sv. Jerneja, (italijansko badia di San Bartolomeo) bolj znan kot badia Fiesolana, je kraj katoliškega bogoslužja zunaj mesta Fiesole, v kraju San Domenico, v metropolitanskem mestu Firence in škofije Fiesole.
Badia je priljubljena kontrakcija besede samostan. V Firencah in njeni okolici je bilo pet samostanov, ki stojijo na kardinalnih točkah mesta: na severu Badia Fiesolana, na zahodu Badia a Settimo, na jugu samostan San Miniato, na vzhodu Badia a Ripoli in v središču Badia Florentine.

## Zgodovina
V letih 1025-1028 je bil na mestu, kjer je nekoč stal oratorij svetih Petra in Romola]], zgrajen samostan (ali kot pove že ime badia), posvečen sv. Jerneju. Med letoma 1456 in 1467 je bil kompleks dograjen v današnje stanje.

## Opis

### Zunanjost
Pročelje cerkve, ki gleda na veliko pokopališče, se zdi večinoma nedokončano. V njenem spodnjem delu, v prostoru portala, pa je še vedno mogoče videti lepo romansko pročelje. V celoti iz belega in zelenega marmorja je z vencem razdeljena na dve ravni: na spodnjem nivoju so trije slepi okrogli loki, podprti s stebri (portal je v osrednjem oboku); na zgornjem nivoju pa so tri okna pravokotne oblike. Renesančni dodatek v fasadi je neznanega avtorja.

### Notranjost
V notranjosti je cerkev videti kot velik in prostoren tempelj v renesančnem slogu z tlorisom latinskega križa. Glavno ladjo ločujejo od obeh stranskih, po višini in širini manjših od glavne, štirje loki, ki so na vsaki strani podprti s stebri. Iz presečišča štirih obokov ladje, transepta in apside izhaja eleganten rebrasti obok z Medičejskim grbom v sredini, ki je viden tudi v oboku apside.
Na zadnji steni transepta sta prislonjena dva velika stranska oltarja, ki vsebujeta, uokvirjeni med dvema mogočnima korintskima stebroma, dve sliki, ki prikazujeta Križanje Bernardina Campija, vzet iz milanske cerkve San Giovanni dei Genovesi (v levem transeptu, iz izmenjave del med Firencami in Dunajem leta 1793) in Bičanje Jezus na florentinskem območju (v desnem transeptu). Nazadnje, v središču globoke pravokotne apside, osvetljene s štirimi velikimi okni - vključno z oknom z vrtnico - je oltar iz barvnega marmorja, ki ga je leta 1610 izdelal Giovan Battista Cennini po zasnovi Pietra Tacca.

## Samostan
Desno je nekdanji samostan, danes sedež Evropskega univerzitetnega inštituta. Iz renesančnega križnega hodnika se vstopi v refektorij s fresko Giovannija da San Giovannija, ki prikazuje Kristusa, ki ga hranijo angeli (1629).

## Galerija
- Badia Fiesolana
- Glavni oltar, Giovan Battista Cennini
- Renesančni krstilnik, Francesco di Simone Ferrucci in Gregorio di Lorenzo
- Renesančni križni hodnik
- Nekdanji samostan